# Jean-Luc Delpech
Jean-Luc Delpech, nacido el 27 de octubre de 1979 en Sarlat, es un ciclista profesional francés miembro del equipo EC Trélissac Coulounieix-Chamiers. 

## Biografía
Debutó en 2005 en el equipo Bretagne Jean Floc'h que se llamaría después Bretagne-Schuller. Su primera participación en una gran clásica fue en la París-Tours del 2009, se escapó durante 210 kilómetros antes de ser atrapado por el pelotón a falta de escasos kilómetros para la línea de meta.
Al año siguiente, ganó la Boucles de l'Aulne por delante de dos compañeros de equipo. También ganó en agosto la Mi-août en Bretagne.
En 2012, se impuso en la Ronde de l'Oise. Es su primera victoria en una carrera por etapas con participación de equipos profesionales, donde algunos eran del UCI World Tour.

## Palmarés
2003
- 1 etapa del Tour de los Pirineos

2005
- 1 etapa del Tour du Faso

2008
- 1 etapa de la Tropicale Amissa Bongo
- París-Troyes

2010
- Boucles de l'Aulne
- 1 etapa de la Boucles de la Mayenne
- Mi-août en Bretagne

2012
- Ronde de l'Oise, más 1 etapa